# CLN6
CLN6 (англ. CLN6, transmembrane ER protein) – білок, який кодується однойменним геном, розташованим у людей на короткому плечі 15-ї хромосоми. Довжина поліпептидного ланцюга білка становить 311 амінокислот, а молекулярна маса — 35 919.
| 10         |  | 20         |  | 30         |  | 40         |  | 50         |
| ---------- |  | ---------- |  | ---------- |  | ---------- |  | ---------- |
| MEATRRRQHL |  | GATGGPGAQL |  | GASFLQARHG |  | SVSADEAART |  | APFHLDLWFY |
| FTLQNWVLDF |  | GRPIAMLVFP |  | LEWFPLNKPS |  | VGDYFHMAYN |  | VITPFLLLKL |
| IERSPRTLPR |  | SITYVSIIIF |  | IMGASIHLVG |  | DSVNHRLLFS |  | GYQHHLSVRE |
| NPIIKNLKPE |  | TLIDSFELLY |  | YYDEYLGHCM |  | WYIPFFLILF |  | MYFSGCFTAS |
| KAESLIPGPA |  | LLLVAPSGLY |  | YWYLVTEGQI |  | FILFIFTFFA |  | MLALVLHQKR |
| KRLFLDSNGL |  | FLFSSFALTL |  | LLVALWVAWL |  | WNDPVLRKKY |  | PGVIYVPEPW |
| AFYTLHVSSR |  | H          |  |            |  |            |  |            |

A: Аланін

C: Цистеїн

D: Аспарагінова кислота

E: Глутамінова кислота

F: Фенілаланін

G: Гліцин

H: Гістидин

I: Ізолейцин

K: Лізин

L: Лейцин

M: Метіонін

N: Аспарагін

P: Пролін

Q: Глутамін

R: Аргінін

S: Серин

T: Треонін

V: Валін

W: Триптофан

Задіяний у такому біологічному процесі, як альтернативний сплайсинг. 
Локалізований у мембрані, ендоплазматичному ретикулумі.